# Maciejewski
Maciejewski (forma żeńska: Maciejewska; liczba mnoga: Maciejewscy) – polskie nazwisko, powstałe z rdzenia „Maciej”, lub od nazw miejscowych Maciejów, Maciejewice, Maciejowice. Na początku lat 90. XX wieku w Polsce nosiło je 31 224 osoby.

## Osoby noszące to nazwisko
Kryterium umieszczenia na tej liście danej osoby było posiadanie przez nią biogramu w polskiej Wikipedii.
- Adam Maciejewski (ur. 1967) – ekonomista
- Adam Maciejewski (ur. 1972) – chirurg
- Adam Maciejewski (ur. 1980) – zawodnik MMA
- Aleksander Maciejewski (1955–2007) – aktor filmowy i teatralny
- Andrzej Maciejewski (ur. 1951) – szachista
- Andrzej Maciejewski (ur. 1969) – polityk i politolog
- Anetta Maciejewska – funkcjonariuszka wywiadu
- Beata Maciejewska (ur. 1964) – dziennikarka i publicystka
- Beata Maciejewska (ur. 1968) – polityk
- Bogusław Maksymilian Maciejewski (1920–2006) – muzykolog, pisarz i publicysta muzyczny
- Bożena Maciejewska (ur. 1942) – polityk, posłanka na Sejm PRL VIII kadencji
- Dariusz Maciejewski (ur. 1964) – trener koszykówki, selekcjoner reprezentacji Polski seniorek
- Feliks Maciejewski (1903–1985) – inżynier, konstruktor, prezydent Poznania
- Janusz Maciejewski (1930–2011) – filolog
- Jarosław Maciejewski (1924–1987) – polski historyk literatury
- Jarosław Maciejewski (ur. 1967) – polski samorządowiec i przedsiębiorca, wicewojewoda wielkopolski
- Józef Maciejewski (1926–2000) – architekt
- Józef Maciejewski (1906–1978) – polityk
- Kamil Maciejewski (ur. 1991) – polski koszykarz
- Kazimierz Maciejewski (ur. 1950) – działacz opozycji antykomunistycznej w PRL
- Krzysztof Maciejewski (ur. 1953) – polski polityk, poseł na Sejm
- Krzysztof Maciejewski (ur. 1964) – polski piłkarz, reprezentant kraju
- Krzysztof Maciejewski (ur. 1979) – polski piłkarz ręczny
- Ludwik Maciejewski (1890–1964) – polski działacz niepodległościowy i związkowy, polityk, senator w II RP
- Łukasz Maciejewski (ur. 1976) – dziennikarz, krytyk filmowy, krytyk teatralny, felietonista
- Łukasz M. Maciejewski (ur. 1980) – scenarzysta
- Maciej Maciejewski (1914–2018) – polski aktor
- Marian Maciejewski (1926–1998) – polski duchowny katolicki
- Marian Maciejewski (1937–2013) – polski filolog, profesor KUL
- Monika Maciejewska (ur. 1970) – szpadzistka
- Piotr Maciejewski (muzyk) (?) – muzyk
- Regina Maciejewska (ur. 1934) – polityk, posłanka na Sejm PRL VI kadencji
- Roman Maciejewski (1910–1998) – kompozytor
- Sławomir Maciejewski (ur. 1962) – aktor teatralny i filmowy
- Stanisław Maciejewski (1923–1998) – polityk, poseł na Sejm PRL VII i VIII kadencji, wicewojewoda gorzowski
- Sylwester Maciejewski (ur. 1955) – polski aktor filmowy
- Tadeusz Maciejewski (ur. 1936) – polski muzykolog
- Tadeusz Maciejewski (1952–2022) – polski historyk prawa
- Wojciech Maciejewski (?) – muzyk, gitarzysta
- Wojciech Maciejewski (ur. 1923) – reżyser w Teatrze Polskiego Radia
- Wanda Maciejewska (1906–1988) – historyk i archiwistka
- Zbysław Marek Maciejewski (1946–1999) – polski malarz
- Zygmunt Maciejewski (1914–1999) – polski aktor